# Vaginalseptum

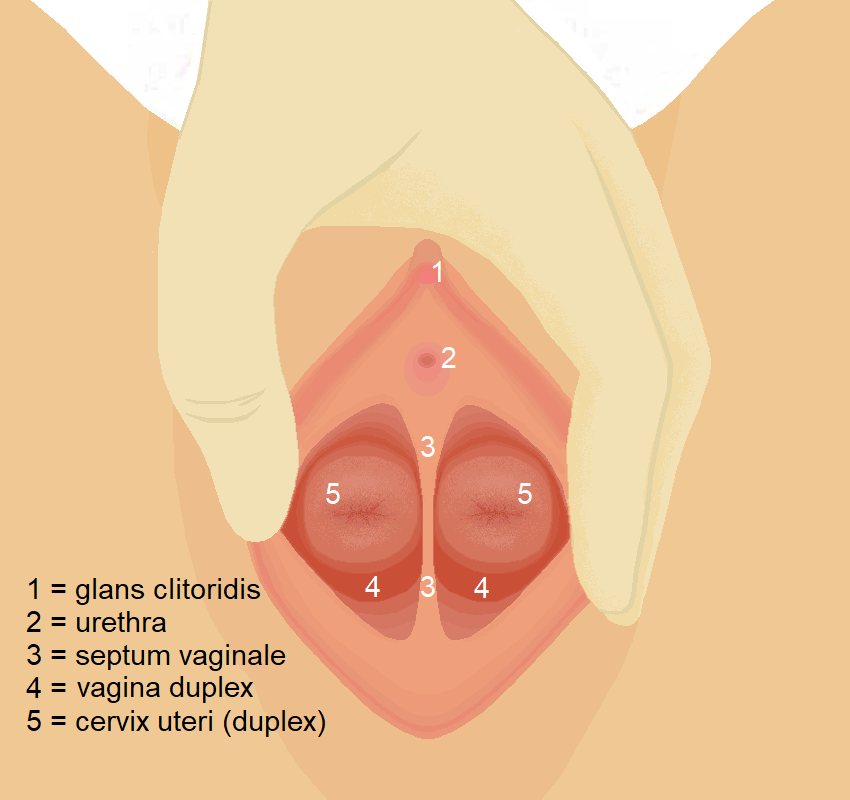
Vagina duplex mit Vaginalseptum und doppeltem äußerem Muttermund.

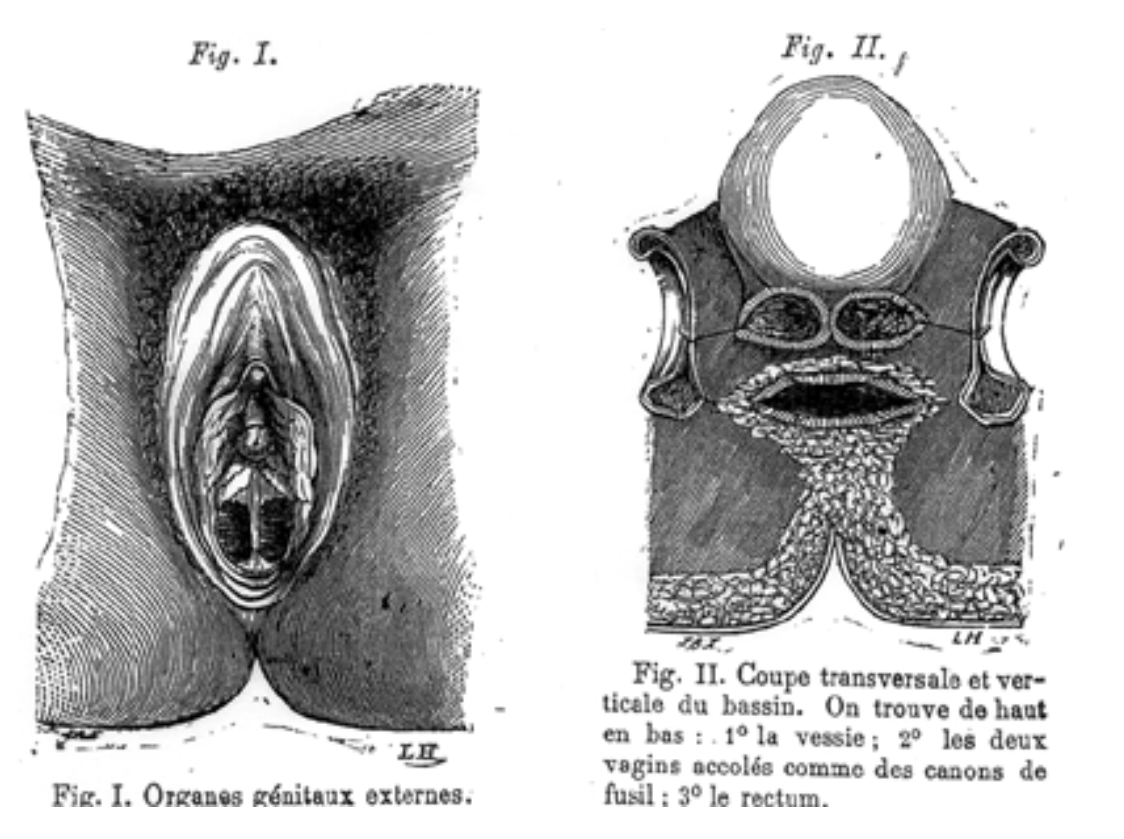
Anatomische Zeichnungen aus dem Jahr 1875

Vaginalseptum (von lateinisch vagina „Scheide“ und septum „Trennwand“) oder lateinisch Vagina duplex nennt man eine angeborene anatomische Fehlbildung der Scheide (Vagina). Es werden longitudinale (längs orientierte) und vertikale (quer zur Scheidenöffnung liegende) Vaginalsepten unterschieden. Insbesondere das longitudinale Septum – es kann sich manchmal über die gesamte Länge der Scheide bis zur Scheidenöffnung (Introitus) hin ausdehnen – ist in den meisten Fällen ohne Symptome. 
Erst bei Eintritt der Geschlechtsreife eines Mädchens wird ein Vaginalseptum auffällig. Mögliche Anzeichen sind Schwierigkeiten beim Einführen eines Tampons, Schmerzen sowie mechanische Probleme beim Geschlechtsverkehr (Dispareunie), wobei eine Kohabitationsverletzung entstehen kann, bei der starke Blutungen auftreten. Auch eine erschwerte Geburt wurde beschrieben.
Bei Feststellung eines Vaginalseptums ist zu untersuchen, ob auch eine doppelte Vagina und ein Uterus didelphys vorliegt.